# Risonanza paramagnetica elettronica

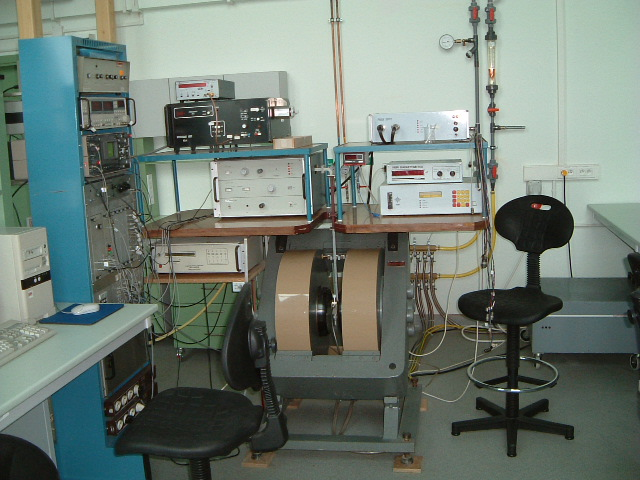
Uno spettrometro EPR

La risonanza paramagnetica elettronica o risonanza di spin elettronico, nota come EPR (dall'inglese Electron Paramagnetic Resonance) o ESR (Electron Spin Resonance), è una tecnica spettroscopica impiegata per individuare e analizzare specie chimiche contenenti uno o più elettroni spaiati (chiamate specie paramagnetiche). Queste specie includono: radicali liberi, ioni di metalli di transizione, difetti in cristalli, molecole in stato elettronico di tripletto fondamentale (ad esempio l'ossigeno molecolare) o indotto per fotoeccitazione. I concetti basilari della tecnica EPR sono analoghi a quelli della risonanza magnetica nucleare, ma in questo caso sono gli spin elettronici ad essere eccitati al posto degli spin dei nuclei atomici.
Il primo ad osservare il fenomeno della risonanza paramagnetica elettronica fu il fisico russo Evgenij Zavojskij nel 1944: egli notò che un cristallo di cloruro rameico ({\displaystyle {\ce {CuCl2}}}) esposto a un campo magnetico statico di 4 mT assorbiva radiazione elettromagnetica a 133 MHz.

## Teoria EPR

### Unità di misura e costanti
Le seguenti grandezze fisiche e relative unità di misura sono impiegate nella descrizione di un esperimento di risonanza paramagnetica:
- Induzione magnetica {\displaystyle {\bar {B}}} in tesla {\displaystyle \mathrm {(T)} }
- Densità di flusso magnetico {\displaystyle {\bar {H}}} in ampere per metro {\displaystyle \mathrm {(A/m)} }
- Relazione fra {\displaystyle {\bar {B}}} e {\displaystyle {\bar {H}}} nel vuoto: {\displaystyle {\bar {B}}=\mu _{0}{\bar {H}}}

- L'unità di misura nel sistema CGS per l'induzione magnetica è il gauss {\displaystyle \mathrm {(G)} } che è equivalente a {\displaystyle 10^{-4}\,\mathrm {T} }.

Compaiono spesso le seguenti costanti:
- Costante di Planck {\displaystyle h=6,63\cdot 10^{-34}\,\mathrm {Js} }
- Costante di Boltzmann {\displaystyle k=1,38\cdot 10^{-23}\mathrm {JK^{-1}} }
- Magnetone di Bohr {\displaystyle \mu _{B}=9,27\cdot 10^{-24}\,\mathrm {JT^{-1}} }
- Fattore g elettronico {\displaystyle g_{e}=2,0023193}

### Principi di base
Un elettrone possiede un momento angolare intrinseco noto come momento di spin. Le proprietà del momento angolare di spin sono tipiche di un momento angolare quantistico; sono, cioè, descritte in modo appropriato solo dalla meccanica quantistica. Secondo la meccanica quantistica, per una data osservazione sperimentale possiamo conoscere solamente il modulo del momento angolare e la componente del momento angolare lungo una direzione (per esempio {\displaystyle z}), rimanendo invece completamente ignote le componenti lungo {\displaystyle x} e {\displaystyle y}. Il modulo del momento angolare è dato da
{\displaystyle |{\vec {S}}|={\sqrt {S(S+1)}}\hbar }
mentre la componente lungo z del momento angolare è 
{\displaystyle S_{z}=m\hbar }
In queste relazioni, {\displaystyle S} è un numero intero o semintero positivo, e {\displaystyle m} può assumere i valori {\displaystyle m=S,S-1,S-2,...-S}. Per l'elettrone, {\displaystyle S={\tfrac {1}{2}}} e quindi due valori di {\displaystyle m} sono possibili: {\displaystyle +{\tfrac {1}{2}}} e {\displaystyle -{\tfrac {1}{2}}}.
Poiché l'elettrone è una particella carica, al momento angolare di spin elettronico è associato un momento magnetico, dato dalla relazione
{\displaystyle {\vec {\mu }}=g_{e}\gamma _{e}{\vec {S}}}
dove {\displaystyle \gamma _{e}} è chiamato rapporto giromagnetico elettronico, ed è una costante per l'elettrone libero ({\displaystyle g_{e}\gamma _{e}=-g_{e}\mu _{B}/\hbar }).
In presenza di un campo magnetico {\displaystyle {\vec {B}}}, l'energia classica dell'interazione tra {\displaystyle {\vec {\mu }}} e {\displaystyle {\vec {B}}} è descritta dall'equazione:
{\displaystyle E=-{\vec {\mu }}\cdot {\vec {B}}}
Questa energia è chiamata energia Zeeman elettronica. Utilizzando le relazioni precedenti si ottiene:
{\displaystyle E=-g_{e}\gamma _{e}{\vec {S}}\cdot {\vec {B}}=(g_{e}\mu _{B}/\hbar )S_{z}B_{0}}
dove si è assunto che il campo magnetico sia diretto lungo l'asse z del laboratorio.
Per quanto detto, secondo la meccanica quantistica, per un singolo elettrone {\displaystyle S_{z}=m\hbar }, che sostituito nella relazione precedente porta all'equazione fondamentale dell'EPR:
{\displaystyle \operatorname {E} =g_{e}\mu _{B}mB_{0}}
con {\displaystyle m=\pm {\tfrac {1}{2}}}
Gli spin elettronici aventi {\displaystyle m=+{\tfrac {1}{2}}} sono indicati come spin {\displaystyle \alpha }, mentre gli spin con {\displaystyle m=-{\tfrac {1}{2}}} sono indicati con {\displaystyle \beta }.
In accordo con l’espressione dell’energia Zeeman elettronica, in presenza di un campo magnetico gli spin {\displaystyle \alpha } e {\displaystyle \beta } assumono rispettivamente un'energia {\displaystyle E=+{\tfrac {1}{2}}g_{e}\mu _{B}B_{0}} e {\displaystyle E=-{\tfrac {1}{2}}g_{e}\mu _{B}B_{0}}, come rappresentato sotto in figura.
Un elettrone spaiato può passare da un livello energetico all'altro o assorbendo o emettendo una quantità di energia {\displaystyle h\nu } tale che sia verificata la condizione di risonanza. La maggioranza delle misure EPR viene effettuata in campi magnetici di circa 0.35 T con una corrispondente risonanza di spin che ricade nella regione delle microonde alla frequenza di 9-10 GHz.
In linea di principio, gli spettri EPR possono essere generati sia variando la frequenza dei fotoni incidenti su un campione mantenendo il campo magnetico costante, sia nel modo contrario. Nella pratica si tende a mantenere costante la frequenza. L'insieme di centri paramagnetici, come i radicali liberi, viene esposto a microonde di frequenza fissata. Aumentando il campo magnetico esterno, la differenza di energia tra gli stati di spin +1/2 e -1/2 tende ad aumentare fino a raggiungere il valore di risonanza con le microonde e generando un picco di assorbimento dovuto alla maggiore popolazione presente allo stato energetico inferiore. Le popolazioni dei vari stati seguono la distribuzione di Maxwell-Boltzmann.
Perché si abbia effettivamente un assorbimento di energia da parte del sistema (e quindi una riga nello spettro EPR), oltre alla condizione di risonanza dev'essere verificata anche la condizione richiesta dalla regola di selezione {\displaystyle \Delta M_{S}=\pm 1}, imposta dall'applicazione degli operatori di spin alle funzioni di base che descrivono gli stati del sistema {\displaystyle \left|S,M_{S}\right\rangle }.

## Spettro EPR
Nei sistemi reali non si è in presenza di singoli elettroni, essendo questi associati con uno o più atomi. Da ciò derivano diverse importanti conseguenze spettrali:
- Un elettrone spaiato può subire l'aumento o la diminuzione del suo momento angolare, il che può cambiare il valore del suo fattore {\displaystyle g}, che può differire da {\displaystyle g_{e}}. Ciò è particolarmente significativo per i sistemi chimici formati da ioni dei metalli di transizione.
- Se un atomo al quale è associato un elettrone spaiato possiede spin nucleare non nullo, il suo momento magnetico influenzerà l'elettrone. Questo porta al fenomeno di accoppiamento iperfine, analogo all'accoppiamento J della tecnica NMR, che provoca la separazione del segnale di risonanza EPR in doppietti, tripletti e così via.
- Le interazioni di un elettrone spaiato con il suo ambiente influenzano la forma delle linee spettrali. Tali forme possono fornire interessanti informazioni, come ad esempio quelle relative alle velocità di reazione.
- Il fattore g e l'accoppiamento iperfine in un atomo o molecola può non essere lo stesso per tutte le orientazioni assunte da un elettrone spaiato in un campo magnetico esterno. Questa anisotropia dipende dalla struttura elettronica dell'atomo o molecola in oggetto, e così può fornire informazioni riguardanti l'orbitale atomico o molecolare contenente l'elettrone spaiato.